# Alvarado (Minnesota)
Alvarado is een plaats (city) in de Amerikaanse staat Minnesota, en valt bestuurlijk gezien onder Marshall County.

## Demografie
Bij de volkstelling in 2000 werd het aantal inwoners vastgesteld op 371.

## Geografie
Volgens het United States Census Bureau beslaat de plaats een oppervlakte van
0,6 km², geheel bestaande uit land. Alvarado ligt op ongeveer 247 m boven zeeniveau.